# 稲美町議会
稲美町議会（いなみちょうぎかい）は、兵庫県加古郡稲美町に設置されている地方議会である。

## 概要
- 定数：14人
- 任期：4年
- 議長：長谷川和重（無所属）
- 副議長：河田公利助（万葉クラブ）
- 監査委員：小山裕美（無所属）

2024年10月1日現在

### 常任委員会
- 総務福祉文教常任委員会
- 生活産業建設常任委員会
- 議会広報常任委員会
- 議会運営委員会

## 会派
| 会派名     | 議席数 | 所属党派     | 女性議員数 | 女性議員の比率(%) |
| ---------- | ------ | ------------ | ---------- | ----------------- |
| 万葉クラブ | 2      | 無所属       | 0          | 0                 |
| 志成会     | 2      | 無所属       | 1          | 50                |
| 無所属     | 1      | 日本維新の会 | 1          | 100               |
| 無所属     | 1      | 日本共産党   | 0          | 0                 |
| 無所属     | 1      | 公明党       | 0          | 0                 |
| 無所属     | 7      | 無所属       | 1          | 14.3              |
| 計         | 14     |              | 4          | 21.4              |

（2024年4月1日現在